# Alfons Böcker
Alfons Böcker (* 17. Mai 1926 in Lünen; † 18. Juli 1985 in Köln) war ein deutscher Diplomat und Botschafter.

## Leben
Alfons Böcker wuchs in Lünen als Sohn eines Fahrsteigers auf. Nach dem Studium der Rechtswissenschaften in Würzburg und Münster war er zunächst am Landgericht Hagen und dem Obersten Rückerstattungsgericht in Herford tätig, bevor er 1962 in Münster promovierte und 1963 in den Auswärtigen Dienst der Bundesrepublik Deutschland eintrat.
Seine ersten Stationen waren Bagdad (Irak) und Aden, dort zunächst als Konsul I. Klasse und ab 1967 – nach der Unabhängigkeit von Großbritannien – als Botschafter im Südjemen. 1970 wurde er nach London versetzt und war nach seinem Abschluss am Imperial Defence College bis 1974 an der dortigen Botschaft der Leiter der Politischen Abteilung. Anschließend übernahm er im Auswärtigen Amt die Leitung des Nahostreferats. 1978 kam er erneut an die Botschaft in London und wurde dort Gesandter (Stellvertreter des Botschafters). Von 1981 bis 1983 war er stellvertretender Leiter der Ständigen Vertretung der Bundesrepublik bei der NATO in Brüssel. Anschließend wurde er deutscher Botschafter im Irak. 1985 sollte Alfons Böcker Botschafter in Norwegen werden, wofür die norwegische Regierung bereits ihr Agrément erteilt hatte. Er verstarb jedoch, bevor er diese Position antreten konnte. Seine letzte Ruhestätte befindet sich auf dem Friedhof Altlünen.

## Ehrungen und Auszeichnungen
- 1985: Großes Verdienstkreuz des Verdienstordens der Bundesrepublik Deutschland
- 1978: Verdienstkreuz 1. Klasse des Verdienstordens der Bundesrepublik Deutschland
- 1968: Verdienstkreuz am Bande des Verdienstordens der Bundesrepublik Deutschland

Darüber hinaus war Alfons Böcker Träger mehrerer Verdienstorden ausländischer Staaten.
| Personendaten    | Personendaten                      |
| ---------------- | ---------------------------------- |
| NAME             | Böcker, Alfons                     |
| KURZBESCHREIBUNG | deutscher Diplomat und Botschafter |
| GEBURTSDATUM     | 17. Mai 1926                       |
| GEBURTSORT       | Lünen                              |
| STERBEDATUM      | 18. Juli 1985                      |
| STERBEORT        | Köln                               |